# Слобозія (Стенішешть, Бакеу)
Слобозія (рум. Slobozia) — село у повіті Бакеу в Румунії. Входить до складу комуни Стенішешть.
Село розташоване на відстані 247 км на північ від Бухареста, 30 км на схід від Бакеу, 76 км на південь від Ясс, 131 км на північний захід від Галаца.

## Населення
За даними перепису населення 2002 року у селі проживали 1742 особи, усі — румуни. Усі жителі села рідною мовою назвали румунську.